# Stele di Horo sui coccodrilli

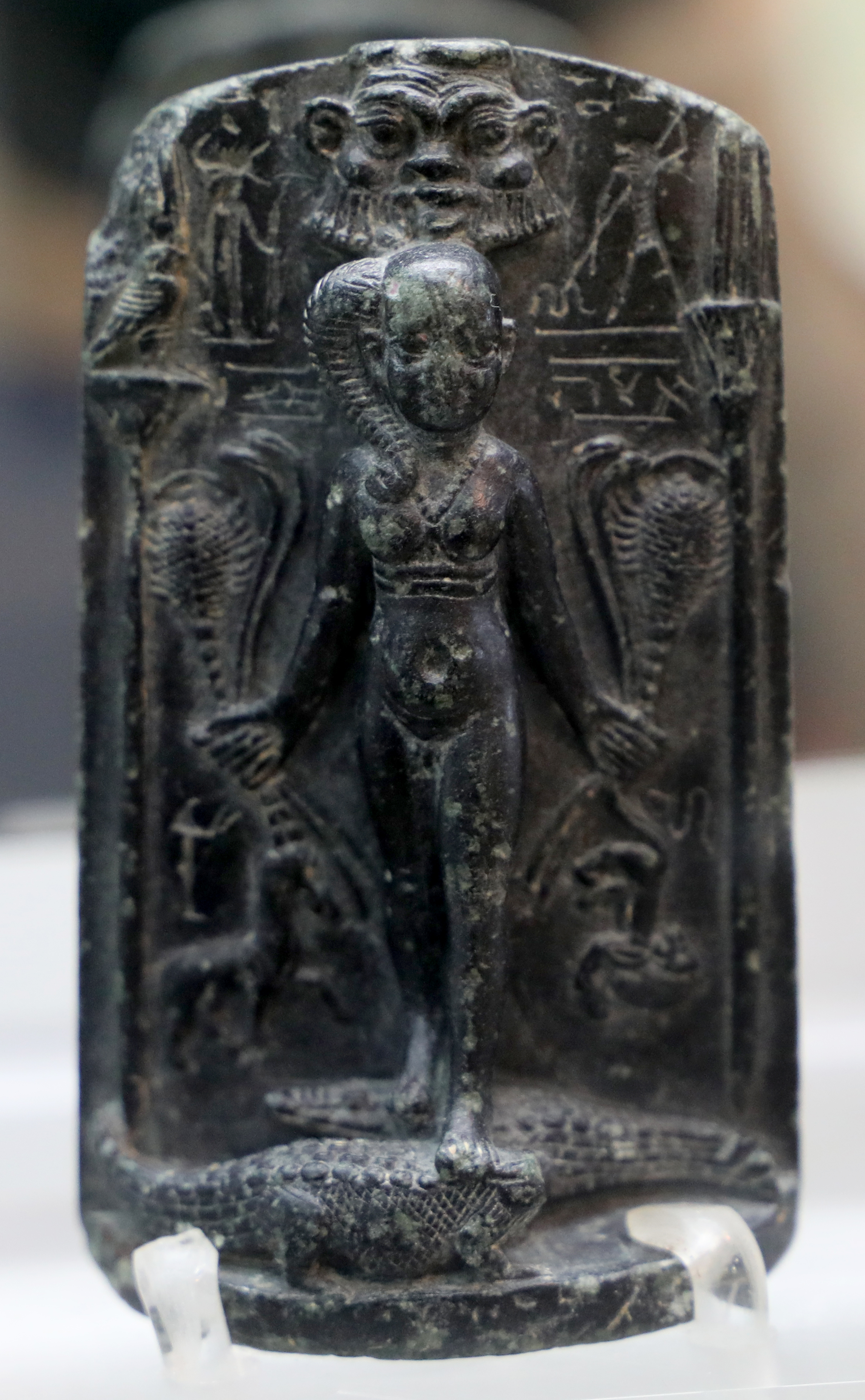
Fronte

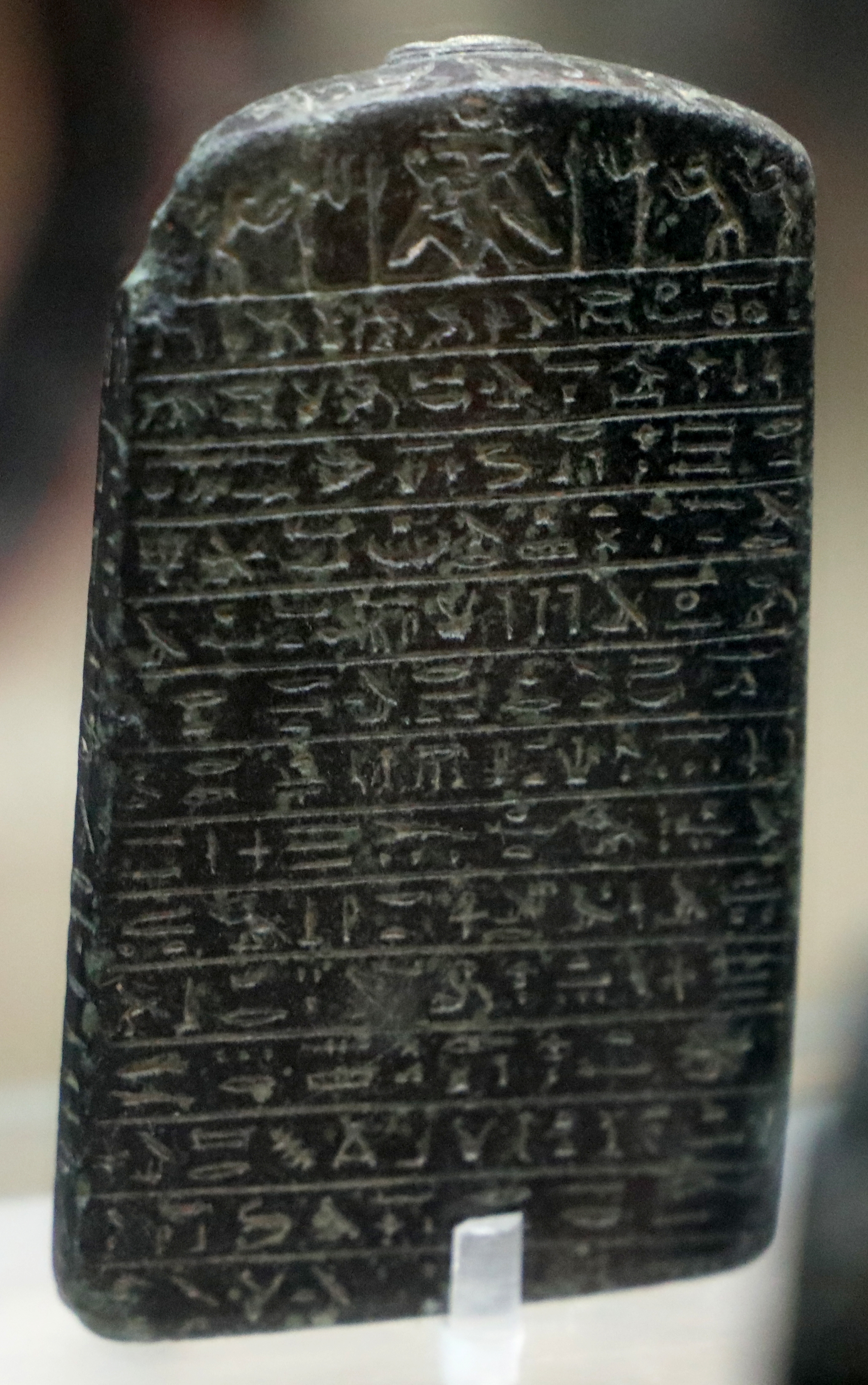
Retro

La Stele di Horo sui coccodrilli (nota anche come Cippo di Horo sui coccodrilli) è un piccolo portafortuna realizzato in basalto, risalente alla Tarda Epoca Egizia ( 378 a.C., XXX Dinastia), rinvenuto a Crotone tra la fine degli anni '70 e l'inizio degli anni '80.

## Storia
Questa piccola stele venne ritrovata durante degli scavi archeologici nei pressi dell'Ospedale San Giovanni di Dio, intorno alla fine degli anni '70 (1977 - 1978). Una storia certa di come questo oggetto sia arrivato fino a Crotone non si conosce, sebbene ci siano delle teorie e delle leggende al riguardo.
Un operaio che lavorava allo scavo, visto il reperto sicuramente insolito per una zona caratteristica della Magna Grecia, decise di appropriarsene e conservarlo, cosa che avvenne per diversi anni. In seguito, questo reperto gli sarebbe stato rubato, per poi essere venduto in Lombardia, da ignoti e ad una cifra sconosciuta, al Castello Sforzesco di Milano, dove la stele rimase esposta sino al 2011.
Solo nel gennaio 2010, grazie ad un articolo comparso sul quotidiano Il Crotonese, l'interesse per questo antico e prezioso reperto si riaccese. Si avviò così un'inchiesta da parte dei Carabinieri del Nucleo tutela patrimonio artistico di Cosenza, e a distanza di un anno (a gennaio 2011), avvenne il sequestro dell'oggetto.
Dopo circa 35 anni, la stele si trova nuovamente a Crotone, esposta nel Museo Archeologico Nazionale.

## Descrizione
La piccola stele, realizzata interamente in basalto scuro, è alta 8,7 cm e larga 5.1 cm. Sono presenti delle incisioni sul fronte, sul retro e sui lati della stele, anche se la facciata è composta quasi esclusivamente da bassorilievi.
Nonostante il tempo passato, e la storia di questa tavoletta, è giunta sino ad oggi in buone condizioni. Sono presenti dei segni di abrasione solo sulla facciata anteriore, precisamente sul volto di Horo, al quale manca il naso. Il resto della stele è in ottime condizioni, tant'è che le figure sono ancora perfettamente distinguibili, e i geroglifici leggibili.
Questa stele aveva una funzione apotropaica, e forniva protezione dall'attacco di animali pericolosi. In questo caso, forniva protezione da serpenti, coccodrilli e scorpioni.

### Fronte
La facciata della stele è caratterizzata dal bassorilievo del dio Horo, raffigurato come un bambino, in piedi sopra dei coccodrilli. Il capo è interamente rasato, e viene raffigurato con il tipico copricapo dei fanciulli. Nella mano destra, Horo impugna due serpenti, uno scorpione e un orice, nella mano sinistra invece impugna due serpenti, uno scorpione ed un leone.
Subito sopra la figura di Horo, è rappresentata la maschera di Bes  . Alla destra della maschera, è raffigurato Onuri che colpisce un serpente con un bastone, mentre alla sinistra della maschera è raffigurata la dea Selkis.
L'intera scena è delimitata da due esili colonne. La colonna destra presenta un capitello papiriforme, sopra il quale è presente un falco, mentre la colonna sinistra presenta un capitello lotiforme, adornato con due piume.

### Retro
La parte posteriore della stele, completamente piatta rispetto alla parte anteriore, è composto unicamente da incisioni. È capeggiata da una raffigurazione dell'adorazione del un sole nascente. Il sole viene raffigurato come un bambino seduto, con due teste di ariete, con una corona di Atef.
Subito sotto l'incisione, seguono 14 righe in geroglifico, che raccontano la venuta di Horo ed il corretto comportamento che ognuno deve assumere. La traduzione in Italiano è la seguente:

### Lati
Sui lati della stele è presente un'altra iscrizione, sempre in geroglifico. Questa iscrizione parte dal lato destro, passa da sotto la base della stele e termina sul lato sinistro della tavoletta. L'iscrizione recita:

## Leggenda
Esistono diverse possibili spiegazioni alla presenza di questo reperto in una zona come quella di Crotone.
La più accreditata sembrerebbe essere la "Teoria del viaggiatore", dunque di un antico viaggiatore che, passando per l'antica Kroton per andare chissà dove, abbia perso o lasciato volontariamente questa piccola stele.
In secondo luogo, vi sono anche delle voci, molto più fantasiose, che vorrebbero in un lontano passato l'esistenza di un tempio egizio nei pressi del Neto. Per tanto, questo portafortuna sarebbe stato lasciato nel tempio in segno di buon auspicio.
Infine, non si sa neppure come sia arrivata fino ai giorni nostri, ne tanto meno come sia arrivata nei pressi dell'Ospedale Civile. La stele potrebbe essere stata tramandata come cimelio, oppure esposta già in passato.
La stele si troverebbe nella città da un periodo compreso tra il 378 e il 341 a.C..